# Авиньон Фут
«Авиньон Фут» — бывший французский футбольный клуб из города Авиньон департамента Воклюз. В сезоне 2009/10 играл в шестом по силе дивизионе Франции. 22 июня 2010 года клуб объявил о банкротстве и был расформирован.

## История
Команда была основана в 1931 году как спортивная ассоциация Авиньона. «Авиньон Фут» имел статус профессионального клуба в период с 1942 по 1948 года. После слияния с клубом «Сен-Жан» был переименован в «Олимпик Авиньон» и в 1965 году вновь получил статус профессионального клуба.
В 1975 году «Авиньон Фут» вышел в Лигу 1, обыграв в плей-офф «Руан». Это лучшее достижение клуба за всю историю. Однако первый и единственный сезон на высшем уровне был провальным. «Авиньон Фут» закончил его на последнем месте, с 20 очками (7 побед, 6 ничьих, 23 поражения, разница мячей 30-80). В 1981 году из-за финансовых трудностей клубу вновь пришлось распрощаться с профессиональным статусом.
Играя в четвёртом дивизионе в сезоне 1983/1984, команда смогла вернуться в профессиональный второй дивизион за следующие пять лет. Однако укрепить успех «Авиньон Фут» не смог, сначала он был отправлен в третий дивизион за финансовые махинации, а потом и вовсе в 1994 году опустился до шестого дивизиона. После слияния со «Спортинг Авиньон» был переименован в «Спортинг Олимпик Авиньон» в 1992 году. В 2003 году клуб был переименован обратно в «Авиньон Фут».
В 2009 году команда почувствовала сильную конкуренцию в городе от «Арль-Авиньона», который переехал играть домашние матчи в Лиге 1 на стадион «Парк де Спорт». Это отразилось и на поддержке мэра города, что повлекло за собой финансовые трудности. Долги клуба составили € 358 тысяч. Им пришлось отказаться от своего стадиона, и продолжить играть на запасном поле с искусственным покрытием. В 2010 году команда объявила себя банкротом и была расформирована.
В городе удалось сохранить резервную молодёжную команду, которая продолжает существовать сегодня отдельно от главной команды и участвовать в футбольных соревнованиях. Это право было получено, чтобы не потерять в городе футбольную секцию и возможность в будущем создать профессиональную команду со всеми правами на историю и достижениями.

## Достижения
- Участие в Лиге 1: 1976